# Однобоков, Пётр Максимович
Пётр Максимович Однобоков (17 июня 1922, Семеновка, Курская губерния — 27 августа 1984, Георгиевск, Ставропольский край) — советский военный лётчик, заместитель командира эскадрильи 118-го гвардейского штурмового авиационного полка 225-й штурмовой авиационной дивизии 15-й воздушной армии 2-го Прибалтийского фронта, гвардии старший лейтенант. Герой Советского Союза.

## Биография
Родился 17 июня 1922 года в деревне Семеновка (ныне — Конышевского района Курской области) в семье рабочего. Русский. Член ВКП/КПСС с 1944 года. В 1939 году окончил металлургический техникум в городе Енакиево Донецкой области.
В Красной Армии с 1940 года. В 1941 году окончил Ворошиловградскую военно-авиационную школу пилотов.
Участник Великой Отечественной войны с 1943 года.
Заместитель командира эскадрильи 118-го гвардейского штурмового авиационного полка гвардии старший лейтенант Пётр Однобоков к февралю 1945 года совершил 115 боевых вылетов.
Указом Президиума Верховного Совета СССР от 18 августа 1945 года за образцовое выполнение боевых заданий командования на фронте борьбы с немецко-фашистскими захватчиками и проявленные при этом мужество и героизм, гвардии старшему лейтенанту Петру Максимовичу Однобокову присвоено звание Героя Советского Союза с вручением ордена Ленина и медали «Золотая Звезда».
После войны продолжал службу в ВВС СССР. В 1955 году окончил Высшие лётно-тактические курсы усовершенствования офицерского состава. С 1958 года подполковник П. М. Однобоков — в запасе. Жил в городе Георгиевск Ставропольского края. Скончался 27 августа 1984 года.
Награждён орденом Ленина, двумя орденами Красного Знамени, двумя орденами Отечественной войны 1-й степени, тремя орденами Красной Звезды, медалями.
В городе Енакиево на аллее Героев установлена памятная стела П. М. Однобокова.